# Yūki Kawata
Yūki Kawata (jap. 河田悠希 Kawata Kūki; ur. 16 czerwca 1997) – japoński łucznik, brązowy medalista olimpijski z Tokio 2020 i wicemistrz Azji.

## Wyniki
| Impreza          | Rok  | Miejsce | Konkurencja   | Pozycja |                      |      |       |               |     |
| ---------------- | ---- | ------- | ------------- | ------- | -------------------- | ---- | ----- | ------------- | --- |
| Impreza          | Rok  | Miejsce | Konkurencja   | Pozycja | Igrzyska olimpijskie | 2020 | Tokio | indywidualnie | 33. |
| drużynowo        | brąz |         |               |         | Igrzyska olimpijskie | 2020 | Tokio |               |     |
| Mistrzostwa Azji | 2017 | Dhaka   | indywidualnie | srebro  |                      |      |       |               |     |
| Mistrzostwa Azji | 2017 | Dhaka   | drużynowo     | 7.      |                      |      |       |               |     |